# Akrotiri
Akrotiri (starogrško Ακρωτήρι) je minojsko bronastodobno naselje na vulkanskem grškem otoku Santorini (Tera). Naselje je bilo uničeno zaradi izbruha ognjenika Tera okoli 1627 pred našim štetjem. Pod vulkanskim pepelom so se ohranili ostanki fresk in veliko predmetov in umetniških del. Naselje je večkrat omenjeno kot navdih za zgodbo o Platonovi Atlantidi. Arheološko najdišče je bilo izkopano leta 1967.

## Zgodovina
Najzgodnejši dokazi o naseljenosti človeka v Akrotiriju segajo že v 5. tisočletje pred našim štetjem, ko je bil majhna ribiška in kmečka vas. Do konca tretjega tisočletja se je ta skupnost razvila in precej razširila. Eden od dejavnikov za rast Akrotirija so lahko trgovinski odnosi z drugimi kulturami ob Egejskem morju, kot je razvidno iz drobcev uvožene lončenine na najdbišču. Strateški položaj Akrotirija na glavni plovni poti med Ciprom in minojsko Kreto je bila pomembna točka za trgovino bakrene dobe, kar je prebivalcem Akrotirija omogočalo, da je postal pomembno središče za obdelavo bakra. To dokazuje odkritje kalupov in talilnih ponev.
Blaginja se je nadaljevala še približno 500 let; tlakovane ulice, obsežen kanalizacijski sistem, izdelava visokokakovostnih lončarskih izdelkov, nadaljnja specializacija obrti, vse to kaže visoko stopnjo razvitosti, ki jo je doseglo naselje. V poznem 17. stoletju pr. n. št. pa je izbruhnil ognjenik Tera.

## Minojsko naselje
Izkopavanje v mestu Akrotiri, minojskem bronastodobnem naselju na grškem otoku Santorini, je povezano z minojsko civilizacijo, saj so odkrili napise v linearni pisavi A in podobnosti v artefaktih in slogu fresk. Nahajališče se imenuje po današnjem naselju, ki je na hribu v bližini. Kako se je območje imenovalo v antiki, ni znano.
Akrotiri je bil pokopan pod vulkanskim pepelom izbruha Tere v poznominojski dobi I A in je podobno kot rimske ruševine Pompejev izredno dobro ohranjen. V mestu so odkrili freske, keramiko, pohištvo, napredne sisteme za odvodnjavanje in trinadstropne stavbe.

### Izkopavanja
Prvi je na Santoriniju izkopaval francoski geolog F. Fouque leta 1867, ko so nekateri domačini v kamnolomu našli stare predmete. Pozneje, med 1895 in 1900, ko je kopal nemški arheolog baron Friedrich Hiller von Gaertringen, so se pokazale ruševine starodavne Tere na hribu Mesa Vuno. Nekoliko pozneje je R. Zahn izkopaval v kraju Potamos v bližini Akrotirija pod okriljem nemškega arheološkega inštituta v Atenah.
Obsežno sodobno izkopavanje se je začelo leta 1967 pod vodstvom Spiridona Marinatosa in razkrilo celotno vrednost tega nahajališča. Spiridon Marinatos je izbral kraj, ki se je pozneje pokazal za pravilnega in že takoj na začetku so odkrili ostanke pokopanega mesta. Naslednja naloga je bila ugotoviti razsežnost kraja, na katerem so delali dve celi sezoni leta 1967 in 1968. V prvih letih izkopavanja je bila velika pozornost namenjena organizaciji ustreznega prostora za izkopano skupaj z delavnico, laboratorijem, zgradbami za shranjevanje, popravila in restavriranje ter območja za proučitev arheoloških najdb. Zaradi najdišča, ki se je ohranilo v debeli plasti vulkanskega pepela, je Marinatos ugotovil, da je bilo veliko stavb ohranjenih do višine več kot enega nadstropja, kar je ustvarjalo enkraten izziv za izkopavanja. Poskušal je graditi tunele v plovec, vendar je to tehniko pozneje opustil.
Nekateri zgodovinarji menijo, da je bila ta nesreča navdih za Platonovo zgodbo o Atlantidi, kakor je navedeno v njegovih dialogih Timaj in Kritija. Izkopane artefakte so shranili v muzeju proč od najdišča (Muzej prazgodovinske Tere), to so bili številni predmeti in umetniška dela. Najden je bil samo en zlat predmet, skrit pod tlemi, niso pa bili odkriti skeletni ostanki človeka. To pomeni, da jim je uspela pravočasna evakuacija z malo izgubami ali brez njih.
Ambiciozna sodobna strešna konstrukcija, ki so jo namenili za zaščito najdišča, se je porušila, tik preden je  bila končana leta 2005, pri čemer ja umrl en obiskovalec. Arheološki ostanki niso bili poškodovani. Mesto je bilo zaprto za obiskovalce do aprila 2012.

## Freske iz Akrotirija v raznih muzejih
- Slika mesta
- Ribič
- Dekorativne rozete
- Nabiranje žafrana
- Modre opice
- Ženska s papirusom
- Boksarja
- Pomlad

## Freske iz Akrotirija
Vsi pigmenti, ki so jih umetniki uporabljali v Akrotiriju za barvanje fresk, so videti, kot da so vsi minerali temelji in zato dobro ohranjeni. Pri slikanju so uporabljali belo, rumeno, rdečo, rjavo, modro in črno barvo. Uporabljena tehnika ni prava freska, razen nekaj posameznih primerov. Zdi se, kot da so začeli slikati, ko je bil omet še vedno moker in jo dokončali na suhi površini. Posledica je, da je pogosto na isti freski barva prodrla v omet, na nekaterih delih pa so kosmiče zlahka odstranili.
Pri začetnem odkrivanju so uporabljali posebne tehnike, saj so bile v mestu številne dobro ohranjene freske oziroma stenske slike. Tassos Margaritoff, eden  vodilnih restavratorjev bizantinskih fresk, je zdaj nadzornik projekta Akrotiri. Prvi fragmenti fresk so bili odkriti leta 1968 na območju alfa in prikazujejo glavo Afričana, glavo modre opice in nekaj velikih letečih modrih ptic. Čeprav so ostali le fragmenti fresk, se je pokazalo, da je v Akrotiriju cvetela velika umetnost.
Leta 1969 je bila odkrita freska Modre opice v sobi beta 6, kar je povzročilo veliko razburjenje na najdišču. Skalnata pokrajina, po kateri plezajo opice, posnema tudi današnje podobne vulkanske kamnine v bližini mesta.
Leta 1970 je bila odkrita freska Pomlad v sobi delta 2. To je prva freska, ki je bila najdena, odlično je ohranjena in še vedno je v prvotni legi. Nosilna stena freske ni v najboljšem stanju, zato so morali fresko takoj odstraniti, da so jo ohranili. Reševanje freske je občutljiv postopek,  pri katerem so arheologi in restavratorji dobili dragocene izkušnje.
Našli so še druge freske, tudi Ribiča in Damo iz hiše dam, vendar ločene od zidu.

## Predmeti iz Akrotirija
Izkopavanja na Akrotiriju so dala veliko različnih predmetov, ki kažejo številne vrste pozne kikladske lončenine z območja. So najpogostejši in najtrajnejši predmeti v kulturi večine starodavnih družb in zato zelo pomembni, da arheologi lahko razlagajo starogrško družbo. Na Akrotiriju je bila keramika še posebej bogata zaradi propada mesta in nenadna evakuacija je povzročila, da so lahko prebivalci s seboj vzeli le svoje najdragocenejše imetje.
Ker so keramiko uporabljali za številne namene, lahko pove veliko o družbi, v kateri je bila narejena. Veliki pitosi so bile uporabljeni kot posode za skladiščenje blaga, druge, oblikovane z ročaji, so bile namenjene za prevoz posameznih izdelkov. Našli so tudi posodo za pripravo in kuhanje hrane, uživanje hrane in pijače ter mnoge druge dejavnosti, tudi kopalne kadi, grelce, oljenke, čebelje panje, cvetlične lončke itd. Večina oblik, velikosti in morda celo dekoracije je bila tesno povezana z njihovo uporabo.
Vulkanski pepel, ki je zajel mesto, je v velikih količinah prodrl v hiše in v teh plasteh finega vulkanskega prahu so ostali negativi razpadlih lesenih predmetov. Z njihovo uporabo kot modelov so s pomočjo mavca izdelali odlitke delov ali celo celih kosov pohištva, kot so postelje, mize, stoli. Darilne plošče ena najpogostejših najdb v Akrotiriju in so iz gline ali prevlečene z mavcem, okrašene v isti tehniki kot stenske poslikave, sestavljene so bile le iz treh zelo okrašenih nog in plošče. 

## Akrotiri danes: vezna pot
Staro najdišče in mesto Akrotiri povezuje pot, ki se spušča od prvih hiš majhnega mesta do parkirišča izkopavanj Akrotirija. Pot je bila nakazana in ponovno odprta (septembra 2012), zdaj redno potekajo vzdrževalna zaradi mednarodnih prostovoljcev, ki se odzivajo vabilu, namenjenemu Državljanom v akciji (Citizens in Action). Lokalno prebivalstvo je bilo prvi zagovornik te pobude in pristojno za vodenje poti, delajo skupaj s prostovoljci. Pot je primerna za gorsko kolesarjenje, pohodništvo in številne druge dejavnosti.